# Valeria de Santis
Valeria Alessandra de Santis Sarmiento (Lima, 6 de mayo de 1983) es una modelo y conductora de televisión peruana.
En la actualidad es una artista y pintora.

## Biografía
Valeria nació en la ciudad de Lima, estudió en el Colegio Villa María e ingresó a la Universidad de Lima en la carrera de Ingeniería Industrial, la cual dejó para dedicarse a las pasarelas, actividad que hacía desde los catorce años.
Llegó a Milán a los 20 años, ciudad en la cual inició su carrera como modelo internacional.
Ha conducido programas para E! Entertainment Television, Fashion TV y la cadena RAI de Italia,
En 2013, fue conductora Peru's Next Top Model, franquicia de America's Next Top Model.